# Renan Bardini Bressan
Renán Bardini Bressan (Tubarão, Brasil, 3 de noviembre de 1988) es un futbolista brasileño, nacionalizado bielorruso, que juega como centrocampista en el ABC F. C.

## Carrera
Ha jugado para el Atlético Tubarão del 2005 hasta 2006 y firmó con FC Gomel el 1 de enero de 2007
Ha jugado para FC Gomel desde abril de 2007. El 28 de enero de 2010, firmó con BATE Borisov.
Bressan marcó 15 goles en su primera temporada con el BATE, convirtiéndose en el máximo goleador de la Liga Premier de Bielorrusia para la temporada 2010. También fue seleccionado como el mejor centrocampista de la liga para el año. El 2 de octubre de 2012 marcó el tercer gol del BATE en su victoria por 3-1 ante el Bayern de Múnich en el segundo partido de la Liga de Campeones de la UEFA 2012-13.

## Selección nacional
Se nacionalizó bielorruso y es elegido para jugar en competiciones oficiales con la selección nacional de Bielorrusia desde abril de 2012. Hizo su debut con la selección de fútbol de Bielorrusia el 29 de febrero de 2012 en un amistoso contra Moldavia. Durante los Juegos Olímpicos 2012 fue uno de los tres jugadores mayores seleccionados por la federación bielorrusa y anotó el único gol para Bielorrusia en una derrota 1-3 contra Brasil.

### Goles en la selección
| Fecha                 | Lugar                       | Rival   | Resultado | Competencia                                |
| --------------------- | --------------------------- | ------- | --------- | ------------------------------------------ |
| 15 de agosto de 2012  | Estadio Republicano, Ereván | Armenia | 1–2       | Amistoso                                   |
| 16 de octubre de 2012 | Dynama Estadio, Minsk       | Georgia | 2–0       | Clasificación para la Copa Mundial de 2014 |

## Clubes
| Club                     | País        | Año       |
| ------------------------ | ----------- | --------- |
| Atlético Tubarão         | Brasil      | 2005-2006 |
| F. C. Gomel              | Bielorrusia | 2007-2009 |
| F. C. BATE Borisov       | Bielorrusia | 2010-2012 |
| F. C. Alania Vladikavkaz | Rusia       | 2013      |
| F. C. Aktobe             | Kazajistán  | 2014      |
| F. C. Astana             | Kazajistán  | 2014      |
| Rio Ave F. C.            | Portugal    | 2014-2016 |
| APOEL de Nicosia         | Chipre      | 2016-2017 |
| G. D. Chaves             | Portugal    | 2017-2019 |
| Cuiabá E. C.             | Brasil      | 2019      |
| Paraná Clube             | Brasil      | 2020-2021 |
| E. C. Juventude          | Brasil      | 2021      |
| CRB                      | Brasil      | 2021      |
| Criciúma E. C.           | Brasil      | 2022-2023 |
| Vila Nova F. C. (cedido) | Brasil      | 2022      |
| Hercílio Luz F. C.       | Brasil      | 2023      |
| ABC F. C.                | Brasil      | 2023-     |

## Palmarés

### Títulos nacionales
| Título                      | Club               | País        | Año  |
| --------------------------- | ------------------ | ----------- | ---- |
| Supercopa de Bielorrusia    | F. C. BATE Borisov | Bielorrusia | 2010 |
| Copa de Bielorrusia         | F. C. BATE Borisov | Bielorrusia | 2010 |
| Liga Premier de Bielorrusia | F. C. BATE Borisov | Bielorrusia | 2010 |
| Supercopa de Bielorrusia    | F. C. BATE Borisov | Bielorrusia | 2011 |
| Liga Premier de Bielorrusia | F. C. BATE Borisov | Bielorrusia | 2011 |
| Liga Premier de Bielorrusia | F. C. BATE Borisov | Bielorrusia | 2012 |
| Liga Premier de Kazajistán  | F. C. Astana       | Kazajistán  | 2014 |